# Zgasić słońce. Szpony smoka
Zgasić słońce. Szpony smoka – polska powieść fantastyczna autorstwa Roberta J. Szmidta, wydana w 2020 przez SQN. Jest historią z nurtu alternatywnej historii, nawiązując mocno do steampunku oraz kultury japońskiej.  

## Fabuła
Akcja rozgrywa się w 1905 roku. Głównym bohaterem jest Andrzej Horodyński, który jest gońcem w carskiej armii, próbującej powstrzymać Japonię przed podbiciem Europy. Polak z pochodzenia, nie ma szczególnie dużej wiedzy na temat swojej nieistniejącej na mapach od lat ojczyzny. Jako jeden z nielicznych przeżywa nalot na Tokio. Wielkie smoki będące pod japońską władzą skutecznie bronią stolicy kraju, udaremniając wielki plan zachodniej armii. Andrzejowi udaje się przeżyć i trafia do jenieckiego obozu. Tam odnajduje go Józef Piłsudski, który ma zamiar uzyskać wsparcie wschodniego imperium i przywrócić Polskę na mapę świata.

## Odbiór
Pod koniec marca 2020 książka znalazła się na liście TOP100 bestsellerów sklepu Empik w kategorii fantasy, plasując się na 86 miejscu.  Została także pozytywnie oceniona przez portal Paradoks. Jej recenzję napisał Daniel Podoba, uznając książkę za znakomitą powieść.